# توني راموس دا سيلفا
توني راموس دا سيلفا (بالبرتغالية: Tony Ewerton Ramos da Silva‏) هو لاعب كرة قدم برازيلي، ولد في 4 أغسطس 1989 في Maraial ‏ في البرازيل. لعب مع جمعية بورتوغيزا الرياضية وغريميو بورتو أليغرينزي ونادي باهيا ونادي كريسيوما.

## وصلات خارجية
- توني راموس دا سيلفا على موقع Soccerway.com (الإنجليزية)